# Menires de Milrei
Os Menires de Milrei são um conjunto de seis menires, situado no concelho de Vila do Bispo, na região do Algarve, em Portugal.

## Descrição e história
Consiste num grupo de vinte e cinco menires, situados no cimo de elevações suaves em redor do vértice geodésico de Milrei, que permitem uma boa visibilidade da paisagem costeira até Sagres. O conjunto está situado nas imediações da Praia da Ingrina, a cerca de 1,5 Km a Sudeste da aldeia de Raposeira. Foram esculpidos em calcário da região, em tons brancos ou amarelados, e apresentam formas principalmente subcilíndricas, com alguns exemmplares de configuração cónica ou ovalada. As alturas dos menires variam entre os 0,70 cm e 2 m. Alguns dos exemplares apresentam elementos decorativos, como covinhas ou cordões de forma ondulante ou em elipse, unidos nos vértices. Todos os exemplares estão tombados, e alguns estão divididos em fragmentos. No local foram encontradas peças de cerâmica do Neolítico, percurtores e mós manuais. Estas últimas são de especial interesse por testemunharem a prática da agricultura por parte das comunidades que ergueram os monólitos, revelando um estilo de vida de natureza sedentária.
Nas imediações foi descoberto um jazigo com uma grande quantidade de materiais líticos, como machados, raspadores, núcleos, lascas e percutores, cronologicamente integrados no Mesolítico. Também foram identificados dois núcleos de arte rupestre do Neolítico, sendo o Milrei 1 composto por uma laje decorada com vinte e cinco covinhas, enquanto que o Milreu 2 consiste numa outra laje, ornada com fossetes.
O conjunto de Milrei está situado nas proximidades de outros monumentos megalíticos, nomeadamente o Menir de Aspradantes e os Menires de Padrão, estando integrado no complexo megalítico do Barlavento. Devido aos seus atributos do ponto de vista da morfologia e decoração, foram provavelmente instalados num período entre 5500 a 2000 anos a.C., durante o Neolítico ou Calcolítico. Foram identificados pelo arqueólogo Eduardo Prescott Vicente e Silveira Martins em 1979, tendo a zona em redor sido depois investigada por Mário Varela Gomes, que publicou as informações. O processo para a classificação em conjunto dos menires de Milrei e do Padrão iniciou-se com a publicação de um despacho do Ministério da Cultura em 6 de Julho de 1983, após um parecer Comissão Nacional Provisória de Arqueologia, mas acabou por caducar sem ser concluído. Em Setembro de 2010, a Directora Regional de Cultura do Algarve, Dália Paulo, declarou que tinha intenção de terminar os processos de classificação para os vários imóveis da região que já tinham sido homologados como de Interesse Público ou nacional, faltando apenas o parecer final do Instituto de Gestão do Património Arquitectónico e Arqueológico, e a sua publicação em Diário da República. Entre os vários monumentos que iriam beneficiar da classificação definitiva estavam os menires de Milrei, medida que foi aplaudida pelo autarca de Vila do Bispo, Adelino Soares, que anunciou a intenção de criar um roteiro turístico temático do megalitismo no concelho.

## Leitura recomendada
- VICENTE, Eduardo Prescott; MARTINS, Adolfo António da Silveira (1979). «Menires de Portugal». Ethnos (8). Lisboa. p. 107-138